# Арсеньевские вести
«Арсеньевские вести» — независимая общественно-политическая и правозащитная еженедельная газета Приморского края.
Первоначально была зарегистрирована в городе Арсеньеве в 1992 году, однако после отказа арсеньевской типографии печатать материалы была вынуждена в том же году перебраться во Владивосток. Основная тематика газеты — освещение злободневных событий края, нарушений прав граждан и разоблачения высокопоставленных чиновников. Редактор — Ирина Гребнёва.

## Редакция
- Ирина Гребнёва — соучредитель, редактор с 1993 года. В 2000 году осуждена по ст. 315 УК РФ; арестована на 5 суток за дословное опубликование распечатки незаконно прослушанных телефонных переговоров губернатора Е. Наздратенко и других чиновников, содержащих ненормативную лексику[3].
- Надежда Алисимчик.
- Марина Завадская. Удостоена премии Сахарова.

В разные годы в газете работали журналисты: Владимир Трубицын (соучредитель, редактор в 1992—1993 гг.), Татьяна Романенко (соучредитель, заместитель редактора), Эдуард Гурченков, Валерий Куцый, Юрий Мокеев. В газете также печатаются многие оппозиционеры края, некоторых из них обвиняли в финансовой поддержки спецслужбами Запада и Фондом Сороса.

## История
Первый номер газеты вышел на волне перестройки в марте 1991 года в городе Арсеньеве. Вскоре директора типографии вызвали в городской комитет КПСС и пригрозили 20 годами тюрьмы за выпуск газеты, после чего издание было временно приостановлено.
В июне 1992 года газета под названием «Арсеньевские вести» была зарегистрирована в городе Арсеньеве. Спустя 1 месяц типография города без объяснения причин отказалась печатать материалы, после чего издание было вынуждено покинуть Арсеньев и перебраться во Владивосток. В 1996 году редакция разместилась в офисе по улице Пограничная, дом 12. 4 января 2009 года в редакции произошёл пожар, в результате которого погиб менеджер по рекламе Владислав Захарчук; по мнению редактора имел место поджог.
В мае 2009 года коммунисты города Арсеньева выразили возмущение публикацией «Кого считают экстремистами — националистов или оппозицию», в которой проводилось сравнение фашистов и коммунистов; и пообещали собрать подписи населения Арсеньева с требованием убрать из названия газеты слово «Арсеньевские».

## Судебные преследования
В октябре 2009 года Европейский суд по правам человека удовлетворил заявление журналиста газеты, которого государственные суды Российской Федерации признали виновным в опубликованном открытом письме, разоблачающем чиновников в незаконных сделках с древесиной.

### Обвинения в клевете
- Губернатор Евгений Наздратенко в 1994 году подал иск о возмещении ему морального вреда за публикацию доклада «О нарушениях прав человека и законности в Приморском крае», подготовленного партией «Демократический выбор России», в котором содержалось «значительное количество бездоказательных обвинений против губернатора»; суд удовлетворил иск[8].
- Газета «Владивосток» в 1997 году предъявила к редакции «Арсеньевских вестей» 4 иска[9].
- Начальник управления судебного департамента при Верховном суде РФ в Приморском крае В. Шульга подал 2 иска в защиту чести, достоинства и деловой репутации за публикацию статьи «Вся власть из леса», рассказыващей о незаконных лесозаготовках в Дальнереченском районе[10].
- Прокурор Валерий Василенко в 2003 году подал иск в защиту чести, достоинства и деловой репутации за публикацию карикатуры в статье «Кандидатов надо знать изнутри». Иск российскими судами удовлетворён[11].
- Прокурор Андрей Елькин в августе 2009 года потребовал возбудить уголовное дело по факту клеветы в свой адрес за публикацию мнения председателя одного из владивостокских ТСЖ о попустительстве и бездействии прокурора по вопросам земельного участка[12].
- Мэр Уссурийска Сергей Рудица в 2009 году подал иск в защиту чести, достоинства и деловой репутации за публикацию статьи «Почём услуги прокурора?»; заявление было оставлено без рассмотрения[13].
- Мэр Владивостока Игорь Пушкарёв в январе 2011 года подал иск в защиту чести, достоинства и деловой репутации за публикацию статьи Ю. Филатова «Пешеходов надо уважать», содержащую, по мнению заявителя, заведомо ложные сведения[14].

### Обвинения в экстремизме
- Ноябрь 2008 года. За публикацию обращения представителей ингушской оппозиции, утверждавшей, что российские власти проводят геноцид ингушского народа, прокуратура вынесла газете предупреждение о недопустимости распространения экстремизма[15].
- Январь 2011 года. За иллюстрацию карикатуры со свастикой Роскомнадзор вынес новое предупреждение[16].
- Апрель 2011 года. За иллюстрацию изображения, сходного с изображениями нацистской Германии, прокуратура вынесла повторное предупреждение, позднее отменённое судом[17].

## Мнения о газете
- По мнению организации «Репортёры без границ», за 2009 год газета «публикует материалы с удивительно нейтральных, но в то же время и резко-критических позиций»[18].
- По словам известного адвоката Эммы Любарской, газету «называют и преднамеренно выдают за жёлтую прессу только те, кого критикуют в этой газете, о чьих преступлениях и проступках рассказывают на её страницах»[19].

## Награды
В 2010 газета получила премию имени Герда Буцериуса «Свободная пресса Восточной Европы» (Gerd Bucerius-Förderpreis Freie Presse Osteuropas).